# Andrew Bergman
Pour les articles homonymes, voir Bergman.
Andrew Bergman, né le 20 février 1945 dans le quartier du Queens à New York, est un producteur, un réalisateur, un scénariste et un écrivain américain. Il est principalement connu pour son activité cinématographique, notamment comme réalisateur des comédies Premiers Pas dans la mafia, Lune de miel à Las Vegas, Striptease ou Milliardaire malgré lui.

## Biographie
Il sort diplômé de l’Université d'État de New York à Binghamton puis de l’Université du Wisconsin à Madison en histoire américaine. Sa thèse portant sur le cinéma américain pendant la Grande Dépression est publié en 1971. En 1973, il signe une biographie consacré à l’acteur James Cagney.
Il publie en 1974 un premier roman policier consacré au détective privé Jack LeVine. Sa première aventure se déroule à New York ou il part à la recherche des bobines d’un film pornographique pouvant compromettre la carrière de Franklin D. Roosevelt. Sa seconde aventure écrite en 1975 se déroule à Hollywood et, bien que fictif comme le précédent opus, met à nouveau en scène de nombreuses personnalités américaines cinématographique et politique d’alors, comme Humphrey Bogart ou Richard Nixon. Ces deux romans sont publiés au sein de la collection Série noire en 1994.
Au cours de la même période, Bergman écrit le scénario original puis participe à la version finale du scénario du film Le shérif est en prison réalisé par Mel Brooks. Sa carrière cinématographique prend alors le pas sur sa carrière littéraire.
Il écrit le scénario du film Ne tirez pas sur le dentiste d’Arthur Hiller, avec Peter Falk et Alan Arkin en 1979 puis scénarise et réalise son premier film, Les Fesses à l'air, en 1981. Depuis, il a écrit ou co-écrit de nombreux classiques comme Fletch aux trousses (avec Chevy Chase), La télé lave plus propre, Big Trouble ; a écrit et réalisé parmi d’autres Premiers Pas dans la mafia (avec Marlon Brando et Matthew Broderick), Lune de miel à Las Vegas (avec Nicolas Cage, James Caan et Sarah Jessica Parker), Milliardaire malgré lui (avec Nicolas Cage et Bridget Fonda) et a écrit, réalisé et produit l’échec critique et commercial Striptease (avec Demi Moore). Il réalise un dernier film en 2000 intitulé Isn't She Great qui est la biographie romancée de l’écrivaine Jacqueline Susann jouée ici par Bette Midler.
Bergman revient par ailleurs à l’écriture de manière épisodique. Il a écrit deux pièces de théâtre dont une jouée à Broadway en 1986 et a publié deux nouveaux romans policiers dont l’un est la troisième aventure de Jack LeVine. Ces écrits n’ont pas été traduits en France.
Bergman vit aujourd’hui à New York et publie à l’occasion des chroniques et des articles pour différents journaux et magazines.

## Filmographie

### Comme scénariste
- 1974 : Le shérif est en prison (Blazing Saddles)
- 1975 : Black Bart (téléfilm)
- 1979 : Ne tirez pas sur le dentiste (The In-Laws)
- 1981 : Les Fesses à l'air (So Fine)
- 1984 : Oh, God! You Devil! de Paul Bogart
- 1985 : Fletch aux trousses (Fletch)
- 1986 : Big Trouble
- 1990 : Premiers Pas dans la mafia (The Freshman)
- 1991 : La télé lave plus propre (Soapdish)
- 1992 : Lune de miel à Las Vegas (Honeymoon in Vegas)
- 1994 : La Révélation (The Scout)
- 1996 : Striptease

### Comme réalisateur
- 1981 : Les Fesses à l'air (So Fine)
- 1990 : Premiers Pas dans la mafia (The Freshman)
- 1992 : Lune de miel à Las Vegas (Honeymoon in Vegas)
- 1994 : Milliardaire malgré lui (It Could Happen to You)
- 1996 : Striptease
- 2000 : Isn't She Great

### Comme producteur
- 1989 : Le Ciel s'est trompé (Chances Are)
- 1991 : Croc-Blanc (White Fang)
- 1993 : Pas de vacances pour les Blues (Undercover Blues)
- 1994 : Little Big League
- 1996 : Striptease

### Romans

#### SérieJack LeVine
- Big Kiss-Off of 1944 (1974) Publié en français sous le titre La Grande magouille de 1944, traduction de Michel Lebrun, Paris, Gallimard, Série noire no 2352, 1994.
- Hollywood and Levine (1975) Publié en français sous le titre Le Pendu d’Holywood, traduction de Michel Deutsch, Paris, Gallimard, Série noire no 2354, 1994.
- Tender Is Levine (2001)

### Autres romans
- Sleepless Nights (1994)

### Essai et biographie
- We're in the Money: Depression America and Its Films (1971)
- James Cagney: The Pictorial Treasury of Film Stars (1973)

### Pièce de théâtre
- Social Security (1986)
- Working Title (1996)